# 추부 나들목
추부 나들목(Chubu IC)은 충청남도 금산군 추부면 자부리에 설치된 통영대전고속도로의 18번 교차로이다. 대전 방향의 경우 착오진출시 고속도로 재진입이 가능하며, 나들목 진출입로 및 요금소는 추부면 비례리, 마전리와 접하고 있다. 추부면, 복수면 및 대전광역시 동구, 충청북도 옥천군 군서면 등지로 진출할 수 있으며, 인근에 중부대학교가 있다.

## 연혁
- 2000년 12월 22일 : 통영대전고속도로 대전 ~ 무주 구간 개통과 함께 영업 개시[1]

## 구조물 정보
- 위치: 충청남도 금산군 추부면 자부리
- 영업소: 충청남도 금산군 추부면 금산로 2632

## 접속하는 도로
- 금산로 (국도 제17호선, 국도 제37호선)

## 교통량 정보
| 요금소        | 통행량 (대/일) | 통행량 (대/일) | 통행량 (대/일) | 통행량 (대/일) | 통행량 (대/일) | 통행량 (대/일) | 통행량 (대/일) | 통행량 (대/일) | 통행량 (대/일) | 통행량 (대/일) | 각주  |
| 요금소        | 2001년         | 2002년         | 2003년         | 2004년         | 2005년         | 2006년         | 2007년         | 2008년         | 2009년         | 2010년         | 각주  |
| ------------- | -------------- | -------------- | -------------- | -------------- | -------------- | -------------- | -------------- | -------------- | -------------- | -------------- | ----- |
| 추부 (폐쇄식) | 3,179          | 4,255          | 4,771          | 4,953          | 5,010          | 4,492          | 3,211          | 3,110          | 3,245          | 3,516          | [ 2 ] |
| 요금소        | 2011년         | 2012년         | 2013년         | 2014년         | 2015년         | 2016년         | 2017년         | 2018년         | 2019년         |                | [ 2 ] |
| 추부 (폐쇄식) | 3,699          | 3,520          | 3,735          | 3,831          | 4,013          | 4,080          | 4,108          | 4,113          | 4,090          |                | [ 2 ] |